# چاپله ویلکیه
چاپله ویلکیه (به لهستانی:  Czaple Wielkie) یک روستا در لهستان است که در گمینا گووچا واقع شده‌است. چاپله ویلکیه ۴۷۸ نفر جمعیت دارد.